# Швеля, Богумил

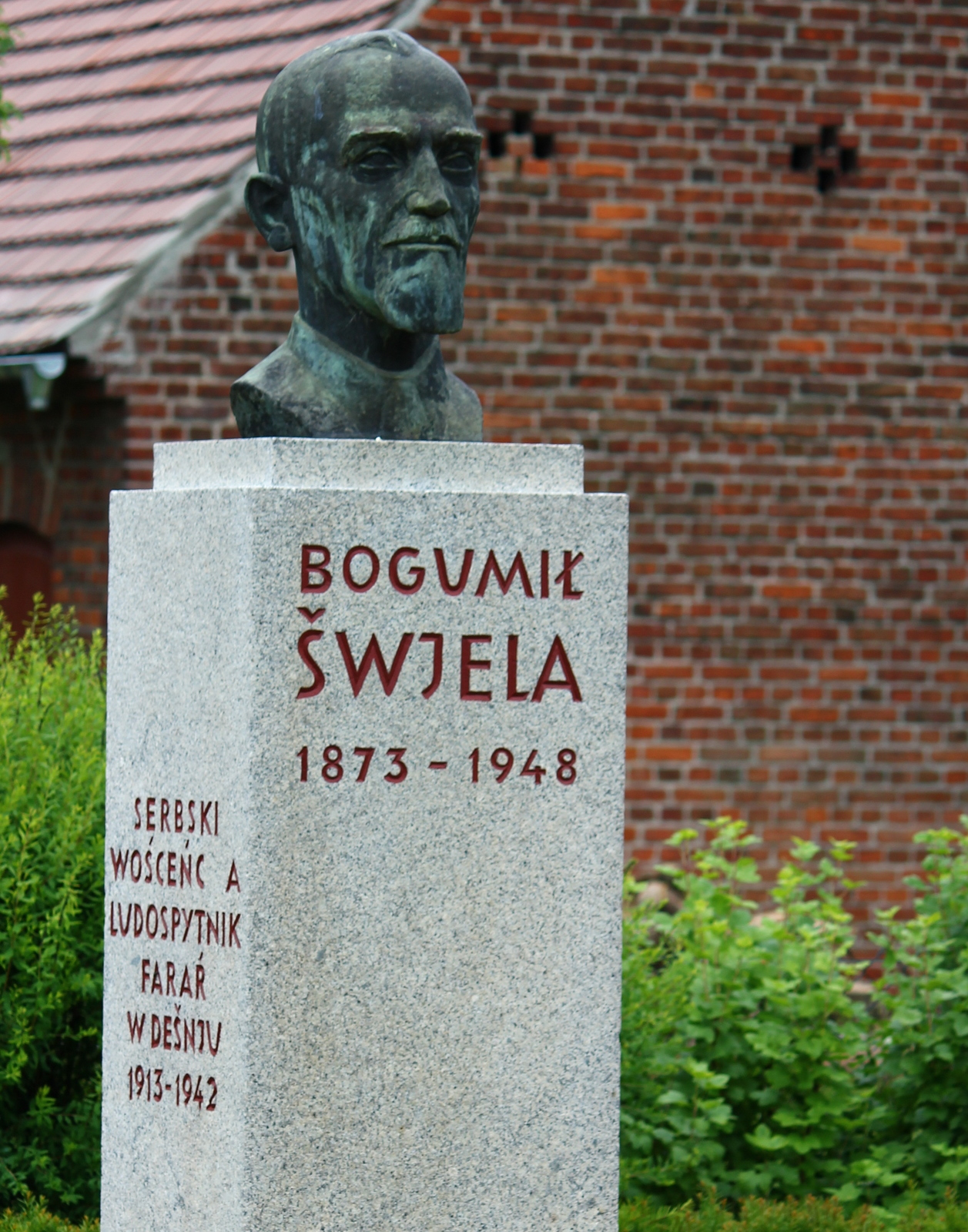
Памятник Богумилу Швеле

Бо́гумил Шве́ля, полное имя — Кристиян Богумил (н.-луж. Krystijan Bogumił Šwjela, нем. Christian Gotthold Schwela, 5 сентября 1873 года, деревня Шорбус, около Дребкау, Германия — 20 мая 1948 года, Рудольштадт, Германия) — лютеранский пастор, публицист, лингвист, нижнелужицкий общественный деятель. Один из основателей лужицкой общественной культурной организации Домовина.

## Биография
Родился 5 сентября 1873 года в деревне Шорбус около города Дребкау в семье лужицкого общественного деятеля Кито Швели. В 1896 году организовал XXII молодёжный летний лагерь-фестиваль для лужицких гимназистов под названием «Схадзованка». В 1898 году закончил богословское обучение в лютеранской семинарии. С 1904 года стал викарием в приходе села Вендиш Котбусской церковной провинции. Во время своей службы лютеранским пастором регулярно проповедовал на нижнелужицком языке. В 1908 году ушёл со службы в приходе села Вендиш связи с тем, что церковные власти стали ему запрещать проповедовать на нижнелужицком языке. В последующее время служил викарием в селе Вохозы. В 1913 году был назначен настоятелем прихода в селе Диссен.
В 1906 и 1911 годах издал Учебник нижнелужицкого языка в двух частях. В 1912 году был одним из основателей лужицкой культурно-общественной организации Домовина. В это же время писал статьи в лужицких газетах «Pratyja» и «Nowy Casnik». Издал сборник молитв и песнопения «Wosadnik» для лютеранских приходов. Основал литературный журнал «Serbska knigłownja», в котором печатались произведения лужицких писателей и поэтов. В период между двумя мировыми войнами работал над изданием Немецко-нижнелужицкого словаря, который был выпущен в 1930 году.
После прихода к власти нацистов в 1933 году в Германии началось давление на общественные организации и культурную деятельность славянских меньшинств. В 1937 году была запрещена деятельность организации Домовина. Богумилу Швеле было запрещено проповедовать на нижнелужицком языке, после чего он был вынужден оставить свою службу в Диссене и переехать в Рудольштадт. В это время он тайным образом сотрудничал с поэтессой Миной Виткойц и журналистом Фриком Латком над сохранением нижнелужицкой культуры и литературы.
В 1946 году работал над восстановлением нижнелужицкого филиала организации Домовина. С 1947 года был редактором газеты «Serbski Casnik».
Скончался 20 мая 1948 года от инсульта на железнодорожной станции Рудольштадта.

## Основные сочинения
- Lehrbuch der niederwendischen Sprache. Teil 1: Grammatik. Heidelberg 1906; Teil 2: Übungsbuch. Cottbus 1911.
- Kurzes Lehrbuch der Oberwendischen Sprache. Bautzen 1913
- Evangelska wera mjes Slowjanami. Bautzen 1915.
- Vergleichende Grammatik der ober- und niedersorbischen Sprache. Bautzen 1926
- Das Wendentum in der Niederlausitz und im Spreewald. Bautzen 1929
- Serbske praeposicyje. Pó hugronach z ludowych hust hobźěłane a zestajane. In: Časopis Maćicy Serbskeje. 1933/34.
- Deutsch-niedersorbisches Taschenwörterbuch. Bautzen 1953.
- Die Flurnamen des Kreise Cottbus. (= Deutsche Akademie der Wissenschaften zu Berlin. Veröffentlichungen des Instituts für Slawistik. Band 17). Berlin 1958.

## Память
- Именем Богумила Швели названа улица в Котбусе.
- В Диссен-Штризове на территории лютеранского прихода установлен памятник Богумилу Швеле.